# Vyacheslav Kachura
Vyacheslav Mihajlavić Kachura (Dresden, 28 de outubro de 1954), major GRU da URSS aposentado. Participou das guerras no Afeganistão e, presumivelmente, na Líbia. Último cidadão da República da Bielorrússia libertado do cativeiro líbio.

## Biografia
Recebeu treinamento militar na Escola Superior de comando de Armas Combinadas de Kiev.
Kachura participou da guerra afegã desde 1986. Em 1987, ele foi nomeado chefe de gabinete do 334-TH destacamento especial separado da GRU. Em maio de 1988, ele deixou o Afeganistão.
Por algum tempo ele serviu na 5-th brigada de forças especiais separada em Marina Horka (Voblast de Minsk, Bielorrússia). Kachura se aposentou em 1993.
Primeiro, o militar aposentado trabalhou como motorista em uma empresa privada, mais tarde consertou carros.
Em 2005, o próprio Kachura afirmou que, a convite de um amigo, ele partiu para a Jamahiriya Líbia. Ele permaneceu no país mesmo com o início da Guerra Civil. Segundo outros dados , o oficial aposentado chegou ao país em junho de 2011 como parte de um grupo de especialistas internacionais da Rússia, Ucrânia e Bielorrússia, recrutados por uma empresa conjunta russo-líbia. Segundo ele, ele trabalhou sob contratos que foram concluídos com o conhecimento do governo do país. Na Líbia, Kachura estava consertando carros.

## Cativeiro líbio
Durante a batalha de Trípoli, Kachura foi capturado pela oposição líbia. Os militantes também capturaram três de seus compatriotas (Gardienko, Edemichev e Trufanov). Os rebeldes os acusaram de trabalhar para o regime de Muammar Gaddafi.
De acordo com os rebeldes, os detidos estavam envolvidos na reparação de defesa aérea da Líbia. Algumas fontes dizem que Kachura era um franco-atirador no exército de Gaddafi.
Em junho de 2012, todos foram condenados a 10 anos de prisão por colaborarem com legalistas.
Em 2014, as autoridades bielorrussas conseguiram obter libertação antecipada para Gardienko, Edemichev e Trufanov. Kachura ainda estava sob custódia.
Em setembro de 2017, o grupo de Lev Dengov, que também estava envolvido na libertação de cidadãos russos, juntou-se ao trabalho sobre a libertação de Kachura. Em dezembro, a equipe Dengov retornou com sucesso à Bielorrússia médicos Inna Babush e Sergei Zdota.
Em 29 de janeiro de 2018, o prisioneiro foi libertado. Ele parte de Trípoli para Abu Dhabi, de lá para Moscou e chega a Minsk na manhã de 2 de fevereiro.

## Recompensas
- Ordem da Estrela Vermelha[1]

## Família
Há um filho Michael e uma filha Elena.